# Khajuria-Rundblattnase

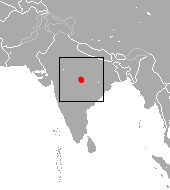
Skizze des Verbreitungsgebiets

Die Khajuria-Rundblattnase oder Durga-Das-Rundblattnase (Hipposideros durgadasi) ist ein im zentralen Indien endemisches Fledertier in der Gattung der Altwelt-Rundblattnasen. Die Population wurde zeitweilig der Aschgrauen Rundblattnase (Hipposideros cineraceus) zugerechnet.

## Merkmale
Diese Fledermaus wird ohne Schwanz 36 bis 41 mm lang, die Schwanzlänge beträgt 21 bis 25 mm und die Hinterfüße sind 5 bis 7 mm lang. Die Unterarme mit 34 bis 37,5 mm und die Ohren mit 13 bis 15 mm sind länger als bei der Aschgrauen Rundblattnase. Auf dem runden Nasenblatt gibt es nur kleine Hautlappen. Diese sind mit wenigen Vibrissen oder anderen Haaren bedeckt. Die Haare des oberseitigen Fells sind an der Wurzel weiß bis hellbraun und an den Spitzen rotbraun. Unterseits kommen cremefarbene Haare mit hellbraunen Spitzen vor.

## Verbreitung und Lebensweise
Die Khajuria-Rundblattnase ist nur aus einem kleinen Gebiet im indischen Bundesstaat Madhya Pradesh bekannt. Sie hält sich im Hügel- und Bergland zwischen 380 und 1100 Meter Höhe auf. In der Region kommen recht trockene tropische Wälder mit teilweise dornigen Gewächsen vor.
Diese Fledermaus ruht am Tage in Höhlen oder größeren Felsspalten und bildet dort kleine bis mittlere Kolonien. Oft wird das Versteck mit anderen Fledermäusen wie der Gelbbraunen Rundblattnase (Hipposideros fulvus), der Kolar-Rundblattnase (Hipposideros hypophyllus) oder der Kleinen Mausschwanzfledermaus (Rhinopoma hardwickii) geteilt. In der Nacht werden Käfer, Echte Grillen und andere kleine Insekten gejagt. Weibchen bilden vor der Geburt der Nachkommen eigene Kolonien. Für die Art gilt vermutlich eine Generationslänge von 5 Jahren.

## Gefährdung
In der Umgebung einer Höhle wird Granit gebrochen, was sich störend auswirkt. Auch in anderen Höhlen kommen Besucher vor. Durch neue Funde in den 2010er Jahren hat sich das Verbreitungsgebiet vergrößert. So konnte der Gefährdungsgrad der Khajuria-Rundblattnase durch die IUCN von stark gefährdet (endangered) auf gefährdet (vulnerable) geändert werden.